# Dominique Grange
Dominique Grange, née le 1er janvier 1940 à Aix-les-Bains (Savoie), est une autrice-compositrice-interprète et militante politique d'extrême gauche française.
Sa participation active aux événements de Mai 68 lui fait abandonner la chanson de variétés au profit de textes contestataires. Elle est alors active au sein de la Gauche prolétarienne, pour laquelle elle écrit Nous sommes les Nouveaux Partisans, en 1970. Après la dissolution, en 1973, de la Gauche prolétarienne, elle poursuit pendant quelques années un militantisme clandestin.
Dominique Grange n’a depuis jamais cessé son engagement en faveur des luttes sociales et contre les inégalités. Durant les années 2000, elle effectue un tournant libertaire et se syndique à la Confédération nationale du travail. Parallèlement, elle est aussi traductrice et scénariste de bandes dessinées.

## Carrière artistique
Dans son adolescence à Lyon, Dominique Grange aime chanter et souhaite en faire son métier mais distribue aussi des tracts pour la Paix en Algérie, grâce à l’influence de sa professeur de philosophie Jeannette Colombel. À 18 ans, elle poursuit ses études à Paris, prend des cours d’art dramatique et décroche un premier rôle au théâtre. Elle joue également quelques petits rôles à la télévision. Côté chansons, elle se produit dans des cabarets de la rive gauche — Le Cheval d'Or, Le Port du Salut, etc. — pendant que la vague yéyé déferle et pousse les maisons de disques à rechercher de nouveaux talents. Remarquée par la maison Bel Air, elle enregistre son premier disque en 1963 dont une composition de Léo Missir aura un certain succès radiophonique (Il y avait toi). L’année suivante, le deuxième 45 tours paraît avec deux chansons de son cru puis un troisième dont elle signe la totalité des titres.
Repérée par Guy Béart en 1965, elle interprète avec lui quelques duos (Le Trou dans le seau et Frantz) et participe à ses tournées à travers la France. En 1966, elle devient, avec Michel Bourdais, son assistante pour l’émission télévisée Bienvenue chez Guy Béart, où sont reçus de nombreux artistes. En 1967, pour l’enregistrement de son quatrième 45 tours, Les orties sont en fleurs, constitué de quatre titres dont elle a composé paroles et musiques, elle bénéficie de la toute jeune maison de disques de Béart, « Temporel ».
Au printemps 1969, Dominique Grange et le chanteur Évariste se voient proposer un rôle dans une pièce de Claude Confortès, d’après les dessins de Georges Wolinski parus dans L’Enragé : Je ne veux pas mourir idiot. C’est non seulement l’occasion d’interpréter leurs chansons engagées mais aussi celle de rencontrer la bande de Hara-Kiri.
En septembre 1977, Dominique Grange est embauchée comme secrétaire de rédaction d’un nouvel hebdomadaire de bandes dessinées : BD (idée du professeur Choron), dans lequel Jacques Tardi fait paraître ses planches. Bientôt ils collaborent pour mettre en images les scénarios dont elle est l’autrice. Le dessinateur ne tardera pas à entrer dans sa vie. Malgré un bon démarrage, la revue ne rencontre pas le succès et s’arrête en novembre 1978.
Soutenue par son compagnon, l’envie d’écrire et de chanter lui revient. En mars 1981, elle entre en studio et enregistre son premier 33 tours : Hammam Palace, avec une pochette dessinée par Tardi. Elle y dénonce le travail à la chaîne, les violences policières, l’univers carcéral, la drogue, etc. L’album ne reçoit pas un accueil chaleureux de la part des médias. Déçue, elle prend à nouveau ses distances avec le show business.
Encouragée à rééditer ses chansons, Dominique Grange sort en 2004 L’Utopie toujours, avec une pochette dessinée par Tardi. Elle y reprend la chanson Le Vieux, rendant ainsi hommage au chanteur François Béranger : « Je l’ai rencontré quand j’étais dans la clandestinité en 1973. » Séduit par la chanson Les Nouveaux Partisans, François Béranger l’avait alors enregistrée (sa version est présentée dans cet album).
En novembre 2007, Dominique Grange enregistre de nouvelles chansons pour commémorer à sa façon les 40 ans de Mai 68. L’album est commercialisé en mars 2008 avec une pochette de Tardi (Label Juste une Trace). Le mois suivant, le disque fait l’objet d’une édition avec livre (chez Casterman), où le dessinateur s’est investi davantage pour accompagner les textes des chansons. L’une d’elles est la réponse à un certain discours politique incitant à tourner la page de mai 68. Le titre significatif de cette chanson est repris pour intituler l’album : 1968 - 2008… N’effacez pas nos traces !.
En octobre 2009, Dominique Grange enregistre un album de dix chansons évoquant la Première Guerre mondiale, en compagnie de Tardi (Label Juste Une Trace). L’album sort, comme le précédent, inséré dans un livre (aux Éditions Casterman), Des lendemains qui saignent, avec des illustrations originales de Tardi et des commentaires de l’historien Jean-Pierre Verney. Un spectacle naît de cette écriture à quatre mains, avec les chansons interprétées par Dominique Grange, une projection simultanée d’images de Tardi, présent sur scène, en qualité de narrateur. Il a été présenté avec le soutien de l’Institut des Métiers de la Musique en avant-première à la Grande Bibliothèque de Montréal et au Musée de la Civilisation de Québec, puis dans plusieurs lieux emblématiques, en France, notamment à Craonne. En novembre 2010, Des lendemains qui saignent a été présenté à Ramallah, au théâtre Al Khasaba, à l’invitation du Centre culturel français des Territoires occupés.
En octobre 2021, elle publie un roman graphique autobiographique mis en images par Jacques Tardi sous le titre Élise et les Nouveaux Partisans. 
En 2022, elle est la protagoniste d’un documentaire autoproduit intitulé « N’effacez pas nos traces  - Dominique Grange, une chanteuse engagée. », réalisé par le cinéaste Pedro Fidalgo et rappelant les étapes de son parcours militant.      

## Engagement politique et militant
Lors des événements de mai 1968, elle rompt avec tout ce qu’elle a entrepris jusqu’alors, pour s’engager dans ce mouvement. Elle fait partie du Comité révolutionnaire d’agitation culturelle (CRAC) créé par des artistes à la Sorbonne et va chanter dans les usines en grève avec d’autres chanteurs rive gauche comme Leny Escudero, Évariste, Pia Colombo, Jean Ferrat, Les Barricadiers, Maurice Fanon, Francesca Solleville… Elle se met à composer des chansons que lui inspirent les événements, et qui seront reprises dans les manifestations.
Sollicitée par les comités de grève pour soutenir les luttes, elle s’engage sans hésiter. Armée de sa guitare, elle parcourt la France jusque dans le monde rural et chante dans les usines occupées. En juillet 1968, Dominique Grange se rend à Avignon pendant le Festival et poursuit son combat. De retour dans la capitale, elle assure l’enregistrement de ses chansons. Ce premier disque réalisé en autogestion est vendu à prix coûtant (3 francs), hors des circuits commerciaux, principalement par les Comités d'action.
Après cette parenthèse, elle s’engage dans une organisation maoïste : la Gauche prolétarienne (GP). Cette dernière lance le mouvement des « établis ». Il s’agit d’envoyer les militants travailler dans les usines afin de soutenir les révoltes ouvrières. Dominique Grange s’« établit » donc, dans une usine d'emballages et conditionnements alimentaires, dans la banlieue de Nice. Là, elle écrit Les Nouveaux Partisans qui deviendra un hymne emblématique pour les jeunes militants révolutionnaires. En 1970, la GP est officiellement interdite mais son action continue, notamment au sein du Secours rouge (organisation politique fondée la même année). De retour à Paris, Dominique Grange subsiste en traduisant des bandes dessinées pour Charlie mensuel, sans jamais cesser de militer. En novembre 1971, elle est arrêtée au cours d’une manifestation organisée dans le quartier parisien de la Goutte d’Or et violemment réprimée, à la suite de l’assassinat d’un jeune Algérien, Djilali Ben Ali. Condamnée à un mois et demi de prison pour coups et blessures et injures à représentants de la force publique, elle est incarcérée et placée à l’isolement à la prison de la Petite Roquette (prison pour femmes, dans le 11e arrondissement de Paris, qui sera démolie quelques années plus tard). Par la suite, après la mort d’un jeune militant maoïste, Pierre Overney, en février 1972, elle rejoint l’organisation clandestine de la GP, la Nouvelle Résistance populaire (NRP). Elle restera dans la clandestinité jusqu’en 1975.
À partir de 1981, elle milite pour un nouveau combat : fonder une famille avec son compagnon, Jacques Tardi. Après quelques tentatives médicales infructueuses, le couple se tourne vers l’adoption. Pour cela, il est d’abord nécessaire de se marier — Dominique Grange raconte les étapes de ce parcours dans trois ouvrages. Au bout de quelques années, le couple adopte quatre enfants au Chili, puis cofonde l'Association des familles adoptives d’enfants nés au Chili (AFAENAC), en 1993. 
De 2000 à 2008, Dominique Grange milite à la Confédération nationale du travail (CNT). Elle se produit fréquemment en concert, notamment pour défendre de nombreuses causes politiques. On la trouve en première ligne pour soutenir Cesare Battisti, demander la libération des membres d’Action directe ou faire respecter le droit d’asile accordé aux anciens militants des Brigades rouges accueillis en France par le président Mitterrand. Elle contribue régulièrement à des actions de soutien au Jargon Libre, une bibliothèque anarchiste tenue par Hellyette Bess.  
Elle est signataire, en juin 2010, d’une tribune parue dans le journal Libération, appelant au renversement de la police, qualifiée d’« armée d'occupation », intitulée Pour les cinq de Villiers-le-Bel.
Elle écrit et compose, juste avant les élections présidentielles 2012, la chanson Dégage ! Dégage ! Dégage !. Cette dernière figure sur l’album de Dominique Grange intitulé Notre longue marche, publié en 2013 (Label Juste une trace) : Dominique Grange y rassemble les enregistrements d’origine de dix-neuf chansons qu’elle a écrites et interprétées depuis Mai 68 et qui s’inscrivent dans un héritage d’expression contestataire : y figure par exemple l’enregistrement d’origine de la chanson Les Nouveaux Partisans, écrite et composée en 1970.
En 2015, elle sort Détruisons le mur !, par solidarité avec le peuple palestinien et pour dénoncer la colonisation et l'« apartheid » israéliens. C'est l’occasion pour elle d’affirmer son soutien à la libération du plus vieux prisonnier politique d'Europe, le militant communiste libanais, Georges Ibrahim Abdallah, incarcéré depuis 1984 et libérable depuis 1999.
Le 30 novembre 2015, elle est parmi les signataires de l’Appel des 58 : « Nous manifesterons pendant l'état d'urgence,. »
En mai 2018, Dominique Grange est signataire d’une pétition en collaboration avec des personnalités issues du monde de la culture pour boycotter la saison culturelle croisée « France-Israël », qui selon l’objet de la pétition sert de « vitrine » à l’État d’Israël au détriment du peuple palestinien. En septembre de la même année, elle co-signe une tribune dans The Guardian en soutien à l’appel des artistes palestiniens à boycotter l’édition 2019 du concours de l’Eurovision qui doit se tenir en Israël.

## Vie privée
Dominique Grange est mariée depuis 1983 avec l’auteur de bande dessinée Jacques Tardi. Ils sont parents, par adoption, de quatre enfants nés au Chili. L'une d'elles, muette, lui inspire la chanson Petite fille du silence, sur l'album N'effacez pas nos traces !

## Discographie

### Singles
- 1968 : Nous sommes les nouveaux partisans / Cogne en nous le même sang
- 1975 : Pousse, Jeannot (Pousse sur ton vélo) / J’vais lui coller un pain (par Benoît Leroux)
- 1981 : Gueule noire / Bavure
- 2004 : Droit d’asile

### Extended plays
- 1964 : Si le soleil s’en va / Tu voudrais danser avec moi / Moi j’ai appris ton nom / Les « Ni froids ni chauds »
- 1964 : Cinq-en-tin (Le chien) / Je ne suis pas prête / Deux ombres sur la plage / Les Yeux dangereux
- 1964 : Je ne suis plus ton copain (La lettre) / Il y avait toi / Même si c’est vrai / Pardonne-moi
- 1967 : Les Jeanne d’arc / À cet enfant / Les orties sont en fleurs / Panurge
- 1968 : Chacun de vous est concerné / À bas l’État policier / La Pègre / Grève illimitée

### Participations
- 1965 : Le Trou dans le seau, dans Allo, tu m’entends ? de Guy Béart

## Théâtre
- 1962 : Frank V de Friedrich Dürrenmatt, mise en scène André Barsacq, Théâtre de l’Atelier[17]
- 1969 : Je ne veux pas mourir idiot de Claude Confortès et Georges Wolinski.
- 1971 : Le Nez en trompette de Michel Fermaud, musique Roland Vincent, Théâtre de la Michodière.

## Télévision
- 1961 : Le Temps des copains (rôle de Michèle), d’après le roman de Jean Canolle, feuilleton réalisé par Robert Guez, diffusé sur l’ORTF à partir du 16 octobre.
- 1966 : Noël à Vaugirard (rôle de la chanteuse), épisode du magazine Dim, Dam, Dom, produit par Daisy de Galard, réalisé par Janine Allaux et Marcelle Auclair, diffusé sur l’ORTF en décembre.
- 1982 : La Neige et la cendre (rôle de Rose), fiction écrite et réalisée par Jacques Espagne, diffusée sur Antenne 2.
- 2008 : Notre Mai 68 - Mai 68… Tu disais (Dominique Grange, Roland Castro, Daniel Cohn-Bendit, Henri Weber et Gérard Miller sont confrontés à leurs enfants), reportage réalisé par Gérard Miller, diffusé sur France 3 Paris Île-de-France Centre, le 26 avril.
- 2008 : Un monde de bulles - Mai 1968 : sous les pavés les bulles !, Magazine diffusé sur LCP, le 2 mai.

### Écrits
- Grange bleue (éditoriaux et scénarios de bandes dessinées illustrés par Pichard, Bilal, Tardi parus dans l’hebdomadaire BD en 1978), Futuropolis, septembre 1985
- L’Enfant derrière la vitre (Dominique Grange évoque le parcours médical d'un couple confronté à la lutte contre la stérilité), coll. Latitudes, éd. Encre, 1985
- Je t’ai trouvé au bout du monde. Journal d’une adoption, éd Stock/Laurence Pernoud, 1987 – Le Livre de poche no 6748, 1990
- Victor, l’enfant qui refusait d’être adopté (« Parfois ça ne marche pas […] En cas de rejet ou simplement de difficultés, les parents adoptifs sont perdus. »[18]), éd. Stock/Laurence Pernoud, 1993
- 1968-2008… N’effacez pas nos traces ! (Textes de chansons illustrés par Tardi + CD audio, pour l’anniversaire des 40 ans de Mai 68), éd. Casterman, sortie : 11 avril 2008  (ISBN 2-203-01529-2)
- Élise et les Nouveaux Partisans (roman graphique autobiographique, dessiné par Tardi), Delcourt, sortie : octobre 2021  (ISBN 978-2-413-02438-5)

### Traductions de bandes dessinées
- Carlos Sampayo (scénario) – Igort (dessin) :
  - Fats Waller, tome 1 : La Voix de son maître, éd. Casterman, coll. « Un Monde », février 2004  (ISBN 2-203-39106-5)
  - Fats Waller, tome 2 : Chocolat amer, éd. Casterman, coll. « Un Monde », janvier 2005  (ISBN 2-203-39121-9)
- Carlos Sampayo (scénario) – José Muñoz (dessin) :
  - Sudor sudaca - Sueur de métèque, Futuropolis, 1986.
  - Billie Holiday, éd. Casterman, 1991  (ISBN 2-203-33448-7)
  - Le Livre, Casterman, août 2004  (ISBN 2-203-33498-3)
  - Alack Sinner : L’Affaire USA, Casterman, coll. « Romans », janvier 2006  (ISBN 2-203-33858-X)
  - Alack Sinner, l’Intégrale, tome 1 : L’Âge de l’innocence, Casterman, novembre 2007  (ISBN 2-203-00808-3). Grand Prix de la ville d’Angoulême 2007.
  - Alack Sinner, l’Intégrale, tome 2 : L’Âge des désenchantements, Casterman, janvier 2008  (ISBN 2-203-00656-0)
  - Carlos Gardel, tome 1 : La Voix de l’Argentine, Futuropolis/Gallisol éditions, janvier 2008  (ISBN 2-754-80015-8)
- Elzie Crisler Segar, Popeye, éd. Denoël, coll. « Graphic », juin 2005  (ISBN 2-207-25725-8)

## Sources
- Dominique Grange, Grange bleue, éd. Futuropolis, 1985
- Interview du lundi 21 avril 2003, Barricata no 10 été 2003
- François Bellart, VINYL no 47 juillet-août-septembre 2005
- Gérard Prévost, Rouge no 2117, 23 juin 2005
- Jean-Pierre Fuéri et Frédéric Vidal, Les Tardi chantent Mai 68, propos recueillis pour Casemate no 3, avril 2008.
- Frantz Vaillant, Femmes de Mai 68 : Dominique Grange, la fidèle, voix intacte du printemps insurrectionnel, TV5 Monde, 19 mai 2018, [lire en ligne].

### Texte, interview
- Dominique Grange : « Un chant qui monte de la terre », texte de juin 1970 sur son engagement
- Interview faite par Rue89, le 10 avril 2008